# Microsoft Office
Microsoft Office е пакет от приложения за офиса от компанията Microsoft, предназначен за операционните системи Microsoft Windows и macOS.
Последните версии (към март 2011 г.) са Office 2013 за Windows, пуснат в употреба на 15 юни 2010 г., и Office 2011 за macOS, пуснат в употреба на 26 октомври 2010 г. Office 2013 и Office 2011 предлагат нов потребителски интерфейс, сравнено с Microsoft Office 2010 и стария файлов формат, базиран на XML, познат ни от Office 2010.
Office е представен за първи път от Microsoft през 1989 г. във версия за Mac OS, и във версия за Windows през 1990 г. Първата версия на офис пакета включва Microsoft Word, Microsoft Excel, и Microsoft PowerPoint. Отделно от нея съществува и „Про“ версия, която включва също Microsoft Access и Schedule Plus.
През октомври 2022 г. Microsoft обявява, че се отказва от бранда Office и преименува офис пакета на Microsoft 365, като започва с преименуването на Office Online през ноември 2022 г. и с отделни настолни и мобилни приложения от пакета Office през януари 2023 г.

## Основни приложения в пакета

### Word
Microsoft Word е програма за обработка на текст и дълго време е считана за основното приложение в пакета. Първата версия на Word, Word 1.0, е пусната през 1983 г. за DOS.
Файлови формати:
- .doc (Word 97 – 2003)
- .docx (Word 2007/2008/2010)
- .dot (Word 97 – 2003 шаблон)
- .dotx (Word 2007/2008 шаблон)

### Excel
Microsoft Excel е програма за обработка на таблици и извършване на пресмятания. Първоначално се конкурира с доминиращата по това време Lotus 1-2-3, но след това я надминава и започва на свой ред да доминира пазара. Поддържа се за Windows и macOS.
Файлови формати:
- .xls (Excel 97 – 2003)
- .xlsx (Excel 2007/2008/2010)
- .xlt (Excel 97 – 2003 шаблон)
- .xltx (Excel 2007/2008 шаблон)

### Outlook
Microsoft Outlook (да не се бърка с Outlook Express) е програма за управление на лична информация (календар, срещи, ангажименти, списък с телефони и адреси и т.н.) и комуникация чрез електронна поща. За пръв път е включен в Office 97 и включва клиент за електронна поща, календар, телефонен указател и др. Въпреки че някога е предлаган и за Mac, най-близкият му еквивалент на компанията за тази платформа е Microsoft Entourage, който има малко по-различни функции.
Файлови формати:
- .msg
- .pst (Outlook 97 – 2007)

### PowerPoint
Microsoft PowerPoint е популярна програма за създаване на презентации за Windows и Mac. Служи за създаване на слайдове, съставени от текст, графика, филми и други обекти, които могат да бъдат показвани на екран и управлявани от презентатора или да бъдат принтирани върху листове от прозрачна пластмаса или диапозитиви. Office Mobile за Windows Mobile 5.0 и по-късните версии включва версия на PowerPoint, наречена PowerPoint Mobile.
Файлови формати:
- .ppt (PowerPoint 97 – 2003)
- .pptx (PowerPoint 2007/2008/2010)
- .pot (PowerPoint 97 – 2003 шаблон)
- .potx (PowerPoint 2007/2008/2010 шаблон)
- .pps (PowerPoint 97 – 2003 слайдшоу)
- .ppsx (PowerPoint 2007/2008/2010 слайдшоу)

## Office в мрежата
Office в мрежата е безплатна лека уеб версия на Microsoft Office и включва предимно три уеб приложения: Word, Excel и Powerpoint. Пакета включва също Outlook.com, OneNote и OneDrive. Потребителите могат да инсталират локалната версия на тази услуга, наречена Office Online Server, в частни облаци заедно с SharePoint, Microsoft Exchange Server и Microsoft Lync Server.
Word, Excel и PowerPoint в мрежата могат да отварят, редактират и запазват Office Open XML файлове (docx, xlsx, pptx), както и файлове на OpenDocument (odt, ods, odp). Те могат също да отварят по-старите файлови формати на Office (doc, xls, ppt), но ще бъдат преобразувани в по-новите Open XML формати, ако потребителят желае да ги редактира онлайн. Други формати не могат да се отварят в приложенията на браузъра, като CSV в Excel или HTML в Word, нито могат да се отварят файлове на Office, които са криптирани с парола. От юли 2013 г. Word може да показва PDF документи, или да ги конвертира в документи на Microsoft Word, въпреки че форматирането на документа може да се отклонява от оригинала.
На Office в мрежата липсват редица разширени функции, присъстващи в пълните настолни версии на Office, включително липсват изцяло програмите Access и Publisher. Въпреки това, потребителите могат да изберат командата „Отваряне в настолното приложение“, която извежда документа в настолната версия на Office на техния компютър или устройство, за да използват разширените функции там.
Можете да използвате office в следните браузъри Microsoft Edge, Internet Explorer 11, най-новите версии на Firefox или Google Chrome, както и Safari за OS X 10.8 или по-нова версия.
Office в мрежата е достъпен безплатно с акаунт в Microsoft в уебсайта office.com. През февруари 2013 г. беше добавена възможността за преглед и редактиране на файлове в SkyDrive без влизане. Услугата може да бъде инсталирана и частно в корпоративни среди като приложение на SharePoint или чрез Office Web Apps Server. Microsoft предлага и други уеб приложения в пакета Office, като Outlook Web App(бивш Outlook Web Access), Lync Web App (бивш Office Communicator Web Access), Project Web App (бивш Project Web Access). Освен това Microsoft предлага услуга под името Online Doc Viewer за преглед на документи на Office на уебсайт чрез Office в мрежата.

## Други приложения от пакета
- Microsoft Access
- Microsoft Publisher
- Microsoft InfoPath
- Microsoft OneNote
- Microsoft Office SharePoint Designer
- Microsoft Project
- Microsoft Visio
- Microsoft Office Accounting
- Microsoft Office Communicator
- Microsoft Office Document Imaging
- Microsoft Office Document Scanning
- Microsoft Office Groove
- Microsoft Office InterConnect
- Microsoft Office Picture Manager

## Версии и видове

### Налични пакети (разновидности) наMicrosoft Office 2010
| Пакети                           | Starter         | Office Online   | Home and Student1 | Home and Business | Standard            | Professional          | Professional Plus   |
| Лиценз                           | OEM             | Безплатен       | Retail            | Retail            | Retail2 and Volume  | Академичен and Retail | Retail2 and Volume  |
| -------------------------------- | --------------- | --------------- | ----------------- | ----------------- | ------------------- | --------------------- | ------------------- |
| Word                             | Частична версия | Частична версия | Ok                | Ok                | Ok                  | Ok                    | Ok                  |
| Excel                            | Частична версия | Частична версия | Ok                | Ok                | Ok                  | Ok                    | Ok                  |
| PowerPoint                       | Частична версия | Частична версия | Ok                | Ok                | Ok                  | Ok                    | Ok                  |
| OneNote                          | Не              | Частична версия | Ok                | Ok                | Ok                  | Ok                    | Ok                  |
| Outlook                          | Не              | Не              | Не                | Ok                | Ok                  | Ok                    | Ok                  |
| Publisher                        | Не              | Не              | Не                | Не                | Ok                  | Ok                    | Ok                  |
| Access                           | Не              | Не              | Не                | Не                | Не                  | Ok                    | Ok                  |
| InfoPath                         | Не              | Не              | Не                | Не                | Не                  | Не                    | Ok                  |
| Lync                             | Не              | Не              | Не                | Не                | Не                  | Не                    | Ok                  |
| SharePoint Workspace (Groove)    | Не              | Не              | Не                | Не                | Не                  | Не                    | Ok                  |
| Project                          | Не              | Не              | Не                | Не                | Не                  | Не                    | Не                  |
| Visio                            | Не              | Не              | Не                | Не                | Не                  | Не                    | Не                  |
| Office Customization Tool (OCT)3 | Не              | Не              | Не                | Не                | Само в пакет Volume | Не                    | Само в пакет Volume |

Забележки:
1 Office Home и Student могат да бъдат инсталирани на 3 компютъра в едно домакинство.
2 Retail версията се предлага само чрез MSDN или TechNet.
3 Office Customization Tool се използва за допълнителни настройки на инсталацията на Office. Office Customization Tool е включен единствено във версиите с Volume лицензиране.